# Europa-Parlamentsvalget 2014 i Italien
Europa-Parlamentsvalget 2014 i Italien blev afholdt den 25. maj 2014. Italien har i alt 73 mandater i Europa-parlamentet.

## Valgresultater
| Partinavn                              | Mandater | Mandater | Europæisk parti | EU-Fraktion |
| Partinavn                              | 2009     | 2014     | Europæisk parti | EU-Fraktion |
| -------------------------------------- | -------- | -------- | --------------- | ----------- |
| Partito Democratico                    | 21       | 31       | SPE             | S&D         |
| Forza Italia                           | 29       | 13       | EVP             | EVP         |
| Lega Nord                              | 9        | 5        | MELD            | EFD         |
| Nuovo Centrodestra – Unione di Centro  | 5        | 3        | −/EVP           | EVP         |
| Italia dei Valori                      | 7        | 0        | ALDE            | ALDE        |
| Fratelli d'Italia - Alleanza Nazionale | -        | 0        | —               | EVP/EFD     |
| Südtiroler Volkspartei                 | 1        | 1        | —               |             |
| Movimento 5 Stelle                     | -        | 17       | —               | —           |
| L'Altra Europa / Lista Tsipras         | -        | 3        | —               | GUE/NGL     |
| Scelta Europa con Verhofstadt          | -        | 0        | —               | ALDE        |
| Green Italia-Verdi Europei             | -        | 0        | EGP             | Grønne/EFA  |
| Io Cambio / MAIE                       | 0        | 0        | -               | EFD         |